# مور و اوتسی
مور و اوتسی (به ترکی استانبولی: Mor ve Ötesi) نام یک گروه موسیقی ترکی سبک آلترناتیو راک است که در استانبول شروع به کار کرده‌اند. این گروه به دلیل اینکه اشعارشان دارای مضامین سیاسی است، مورد توجه قرار گرفته‌اند.
معنای لغوی نام این گروه "بنفش و فرای آن" است، که یک شوخی واژگانی با واژه فرابنفش است.

## اعضا

### اعضای فعلی
- هارون تکین (آواز و گیتار ریتم)
- کرم کابادایی (درام)
- بوراک گوون (گیتار بیس)
- کرم اوزیگن (گیتار لید)

### اعضای قبلی
- آلپر تکین (گیتار بیس)
- درین اسمر (آواز و گیتار)

## آلبوم‌ها
- Şehir (شهر) ۱۹۹۶
- Bırak Zaman Aksın (بگذار زمان بگذرد) ۱۹۹۹
- Gül Kendine (به خودت لبخند بزن) ۲۰۰۱
- Dünya Yalan Söylüyor (دنیا دروغگوست) ۲۰۰۴
- Büyük Düşler (رویاهای بزرگ) ۲۰۰۶
- Başıbozuk 2008
- 2010 Masumiyetin Ziyan Olmaz